# Supermajor
Pour les articles homonymes, voir Supermajor (homonymie).
| Société        | Chiffre d'affaires (USD) | Bénéfice net (USD) | Autres marques détenues       |
| -------------- | ------------------------ | ------------------ | ----------------------------- |
| ExxonMobil     | 286 milliards $          | 23 milliards $     | Mobil Esso Imperial Oil       |
| Shell plc      | 273 milliards $          | 20 milliards $     | Jiffy Lube (en) Pennzoil      |
| TotalEnergies  | 185 milliards $          | 16 milliards $     | Bostik Elf Aquitaine Sunpower |
| BP             | 164 milliards $          | 7,6 milliards $    | Amoco Aral AG                 |
| Chevron        | 163 milliards $          | 16 milliards $     | Texaco Caltex Havoline (en)   |
| Marathon       | 141 milliards $          | 10 milliards $     | ARCO                          |
| Phillips 66    | 115 milliards $          | 1,3 milliard $     | 76 (en) Conoco JET (en)       |
| Valero         | 108 milliards $          | 0,9 milliard $     | Texaco                        |
| Eni            | 77 milliards $           | 5,8 milliards $    | NC                            |
| ConocoPhillips | 48,3 milliards $         | 8,1 milliards $    | NC                            |

Le terme « supermajor » est employé pour désigner les grandes compagnies pétrolières privées mondiales (excluant donc les compagnies pétrolières nationales dont la principale est Saudi Aramco). L'expression a remplacé celle du « Cartel des sept sœurs » qui désignait les compagnies dominantes durant la période 1940-1970.

## Présentation
Officiant sous divers noms ces compagnies sont en 2005 :
- ExxonMobil (XOM) représentée en France par Esso SAF (ES)
- Shell (RDS)
- BP (BP)
- TotalEnergies (FP)
- Chevron Texaco (CVX)
- ConocoPhillips (COP)
- Eni (ENI)

Les supermajors apparaissent à la fin des années 1990 en réponse à l'importante baisse du prix du pétrole. De grosses compagnies pétrolières fusionnent entre 1998 et 2002, souvent dans le but d'améliorer les économies d'échelle, de se protéger contre la volatilité des prix du pétrole et en investissant de diminuer leurs importantes réserves financières, à savoir :  BP et Amoco (1998), Exxon et Mobil (1999), Total avec Petrofina (1999) et Elf Aquitaine (2000), Chevron et Texaco (2001) et Conoco Inc. et Phillips Petroleum Company (2002). Ces fusions aboutisent à la création de quelques-unes des plus grandes multinationales du classement mondial Forbes 2000. En 2007, elles font toutes partie du top 25. 
Le 1er décembre 2006, ExxonMobil est classé premier : de taille (capitalisation boursière), flux de trésorerie (12 mois), chiffre d'affaires (12 mois), et bénéfices,.
Les supermajors contrôlent en tout environ 5 % des réserves mondiales de pétrole et de gaz. Les 95 % restants sont presque exclusivement contrôlés par des compagnies pétrolières d'État.

## «Big oil»
Pour désigner l'ensemble des supermajors du pétrole, on emploie parfois l'expression « Big Oil » ( Grand pétrole  en français). Ce terme péjoratif fait référence à la puissance économique, individuelle et collective de ces industries géantes et de leur influence politique, en particulier aux États-Unis. Il est souvent associé au lobby de l'énergie.
Traditionnellement utilisé pour dénigrer ce secteur industriel, le terme de « Big Oil » évoque l'immense influence qu'exerce le pétrole brut sur la société dans les pays industrialisés. Il permet aussi de réduire la relation des consommateurs entre la production de pétrole et ses usages. On constate en effet que les consommateurs américains et européens ont tendance à investir dans des véhicules à basse consommation quand le prix du pétrole flambe, mais que leur intérêt pour les économies d'énergie et le débat sur le pétrole diminue de façon significative lorsque les "prix à la pompe" se stabilisent.

## Controverse
Aux États-Unis, le terme de « Big Oil » apparaît régulièrement dans les médias depuis 2005, date à laquelle le prix à la pompe du gallon d'essence sans plomb est monté à 2 $, puis à 3 $ au début de l'automne.
Entre 2004 et 2007, les supermajors réalisent au total 494,8 milliards de dollars de bénéfices.
En 2008 le prix du baril de brut atteint le pic de 147 $ en juillet 2008 avant de redescendre à la fin de cet été. De nombreuses raisons sont alléguées pour cette hausse : l'insuffisance des approvisionnements face à la hausse de la demande des pays en développement, l'instabilité politique de pays exportateurs tels que l'Irak, l'Iran et le Nigeria, ou encore les ouragans au large des côtes du golfe du Mexique. L'industrie pétrolière aurait-t-elle voulu exploiter cette période de troubles politiques et de catastrophes naturelles ? Elle se présente comme un modèle d'économie et s'en défend en montrant que la hausse du prix de l'essence découle presque entièrement de la hausse du prix du brut sur lequel les supermajors n'ont qu'un contrôle limité et au vu de leurs faibles parts de marché comparées à celles des compagnies pétrolières d'État. Elle souligne aussi que les marges bénéficiaires de leur secteur ont été nettement plus faibles que celles observées par exemple dans les secteurs pharmaceutique ou bancaire. Elle insiste enfin sur les coûts considérables, les incertitudes du marché et, dans un contexte industriel difficile, ses efforts de sensibilisation du public au jeu de l'offre et de la demande et aux conséquences que le système de contrats à terme a sur les marchés des matières premières. Ses détracteurs tente de prouver qu'elles ont profités d'une période troublée pour réaliser des profits injustes. Une enquête de la Commission fédérale du commerce a conclu qu'il n'y avait pas eu de manipulation illégale du marché pour augmenter le prix des produits de l'essence.